# Salomón Rondón
José Salomón Rondón Giménez (* 16. September 1989 in Caracas) ist ein venezolanischer Fußballspieler, der aktuell beim mexikanischen Erstligisten CF Pachuca unter Vertrag steht.

## Karriere

### Im Verein
Rondón begann seine Karriere in seiner Heimat beim Aragua FC. Am 8. Oktober 2006 feierte er mit 17 Jahren sein Debüt in der Primera División Venezolana. In den folgenden zwei Spielzeiten bestritt er insgesamt 58 Spiele, schoss 18 Tore und gewann 2007 mit seinem Team die Copa Venezuela.
Zur Saison 2008/09 wechselte der Venezolaner in die spanische Segunda División zu UD Las Palmas. Hier gelang Rondón in der Spielzeit 2009/10 mit zehn Saisontoren der Durchbruch. Als jüngster ausländischer Torschütze der Vereinsgeschichte zog der damals 20-Jährige nach Saisonende das Interesse einiger Erstligisten auf sich.
Vor der Saison 2010/11 wechselte Rondón nach Andalusien zum FC Málaga. In seinem ersten Jahr in der höchsten spanischen Spielklasse kam er in 30 Einsätzen auf 14 Treffer.
Wegen finanzieller Probleme des FC Málaga wechselte Rondón zur Saison 2012/13 nach Russland zu Rubin Kasan. Während der Spielzeit 2013/14 wurde er von Zenit Sankt Petersburg unter Vertrag genommen. Mit dem Verein gewann er in der Saison 2014/15 die russische Meisterschaft.
Zur Saison 2015/16 wechselte Rondón in die Premier League zu West Bromwich Albion und erzielte im Saisonverlauf neun Ligatreffer für seine Mannschaft. Nach acht Toren in der anschließenden Spielzeit, gelangen ihm in der Premier League 2017/18 sieben Tore für seinen Verein, der am Saisonende als Tabellenletzter in die zweite Liga abstieg.
Nach dem Abstieg war er in der Saison 2018/19 an Newcastle United ausgeliehen. Für seine neue Mannschaft konnte er mit elf Ligatoren einen persönlichen Bestwert in der Premier League erreichen und beendete die Saison mit Newcastle als Tabellendreizehnter.
Im Juli 2019 wechselte er für 18 Millionen Euro zu Dalian Yifang in die Chinese Super League. Die Mannschaft wurde seit kurzem von Rafael Benítez trainiert, der in der vorherigen Saison noch Rondóns Trainer in Newcastle gewesen war. Anfang 2021 wurde er an ZSKA Moskau verliehen. Ende August 2021 kehrte der Angreifer nach England zurück und unterschrieb einen Zweijahresvertrag beim Erstligisten FC Everton. Bei Everton traf er erneut auf Trainer Rafael Benítez. Dieser wurde jedoch nach einem enttäuschenden Saisonverlauf Mitte Januar 2022 entlassen und Salomón Rondón gelang lediglich ein Tor für den Tabellensechzehnten der Premier League 2021/22.
Im Dezember 2022 wurde sein Vertrag in Everton aufgelöst. Im Anschluss wechselte er zu River Plate. Im Januar 2024 erfolgte dann der Wechsel zu Rondóns aktuellem Club CF Pachuca in die mexikanische Liga MX

### Nationalmannschaft
Rondón nahm mit der Venezolanischen U-20-Nationalmannschaft 2009 an der U-20-WM in Ägypten teil und erzielte in drei Spielen vier Tore. Sein Debüt in der A-Nationalmannschaft gab er 2008.

## Erfolge
- Copa Venezuela: 2007
- Russischer Meister: 2014/15
- Argentinischer Meister: 2023[8]